# ランドセル
ランドセル（蘭: ransel）は、日本の多くの小学生が通学時に教科書、ノートなどを入れて背負う鞄（かばん）である。

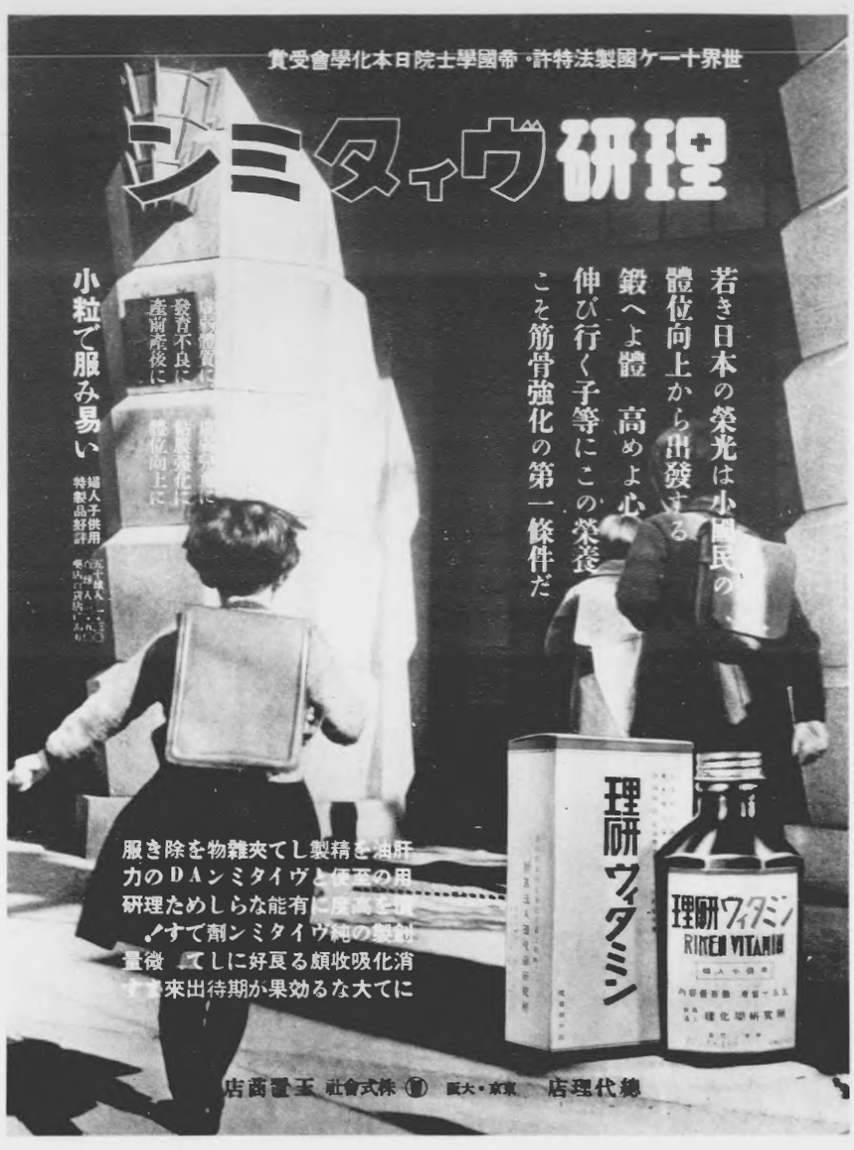
1938年（昭和13年）の内閣情報部『写真週報』広告に描かれたランドセルを背負った子供

## 歴史
江戸時代（幕末）、幕府が洋式軍隊制度（幕府陸軍）を導入する際、将兵の携行物を収納するための装備品として、オランダからもたらされた背嚢（はいのう、バックパック）のオランダ語呼称「ransel」（「ランセル」または「ラヌセル」）がなまって「ランドセル｣になったとされる。幕末の教練書である『歩操新式』の元治元年（1864年）版（求實館蔵板）にも「粮嚢」の文字に「ラントセル」の振り仮名が付されているほか、画像としては一柳斎国孝（歌川国孝）筆の双六『調練仕方出世寿語禄』（版元：大黒屋金三郎）に描かれている、韮山笠を被った兵士が背負っている鞄がそれとみられる。これは昭和前期までの通学用ランドセルに形状がよく似ており、この背嚢がルーツであることがわかる。
明治時代以降、本格的な洋式軍隊として建軍された帝国陸軍においても、歩兵など徒歩本分者たる尉官や准士官、見習士官、および下士官以下用として革製の背嚢が採用された。
通学鞄としての利用は、官立の模範小学校として開校した学習院初等科が起源とされている。創立間もない1885年（明治18年）、学習院は「教育の場での平等」との理念から馬車・人力車による登校を禁止、学用品は召使いではなく生徒自身が持ち登校すると定めたことから、通学鞄としてランセルが導入された。
土方久元の談話によれば、幼少の嘉仁親王（後の大正天皇）が陸軍の練兵を視察した際、兵士が背負うランドセルを気に入って所望し、土方が用意したところ愛用するようになった。嘉仁親王は、学習院へ入学したのちもランドセルに学習道具を入れて通学していたため、それを他の生徒たちが真似するようになり、やがて全国へと広まっていったという。
一方、東京鞄商工同業組合の沿革史によれば、嘉仁親王の学習院初等科入学に際して、伊藤博文が祝い品として通学用の背嚢を献上した。これが箱型の形状であったのが現在のランドセルの基礎になっているという。
革を使っているため高級品であり、第二次世界大戦前は都市部の富裕層の間で用いられることが多く、地方や一般庶民の間では風呂敷や安価な布製ショルダーバッグ等が主に用いられていた。ランドセルが全国に普及したのは戦後の昭和30年代以降、高度経済成長期を迎え、人工皮革が登場した頃からと言われる。

## 現代日本のランドセル

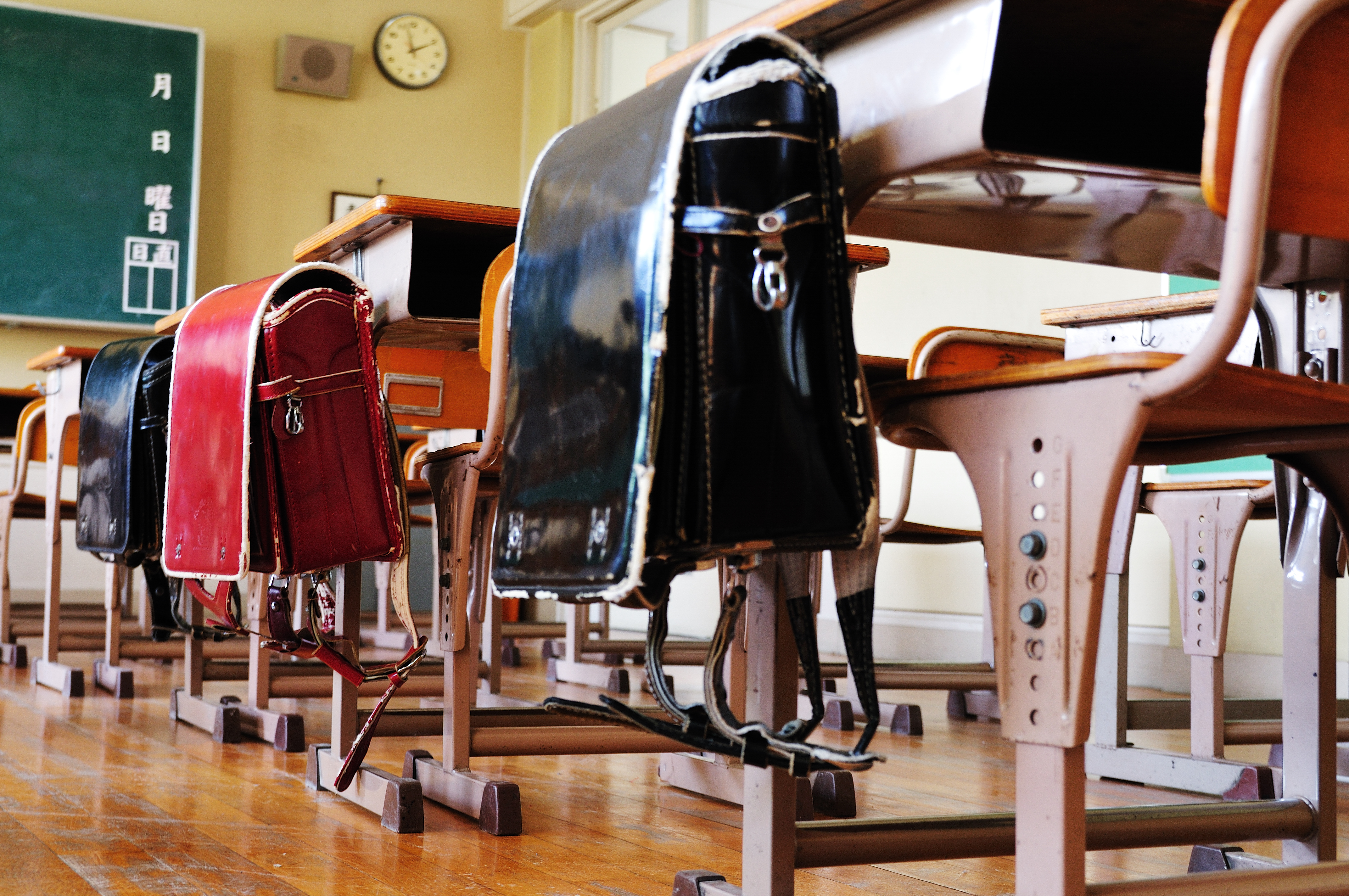
教室の机に掛かるランドセル

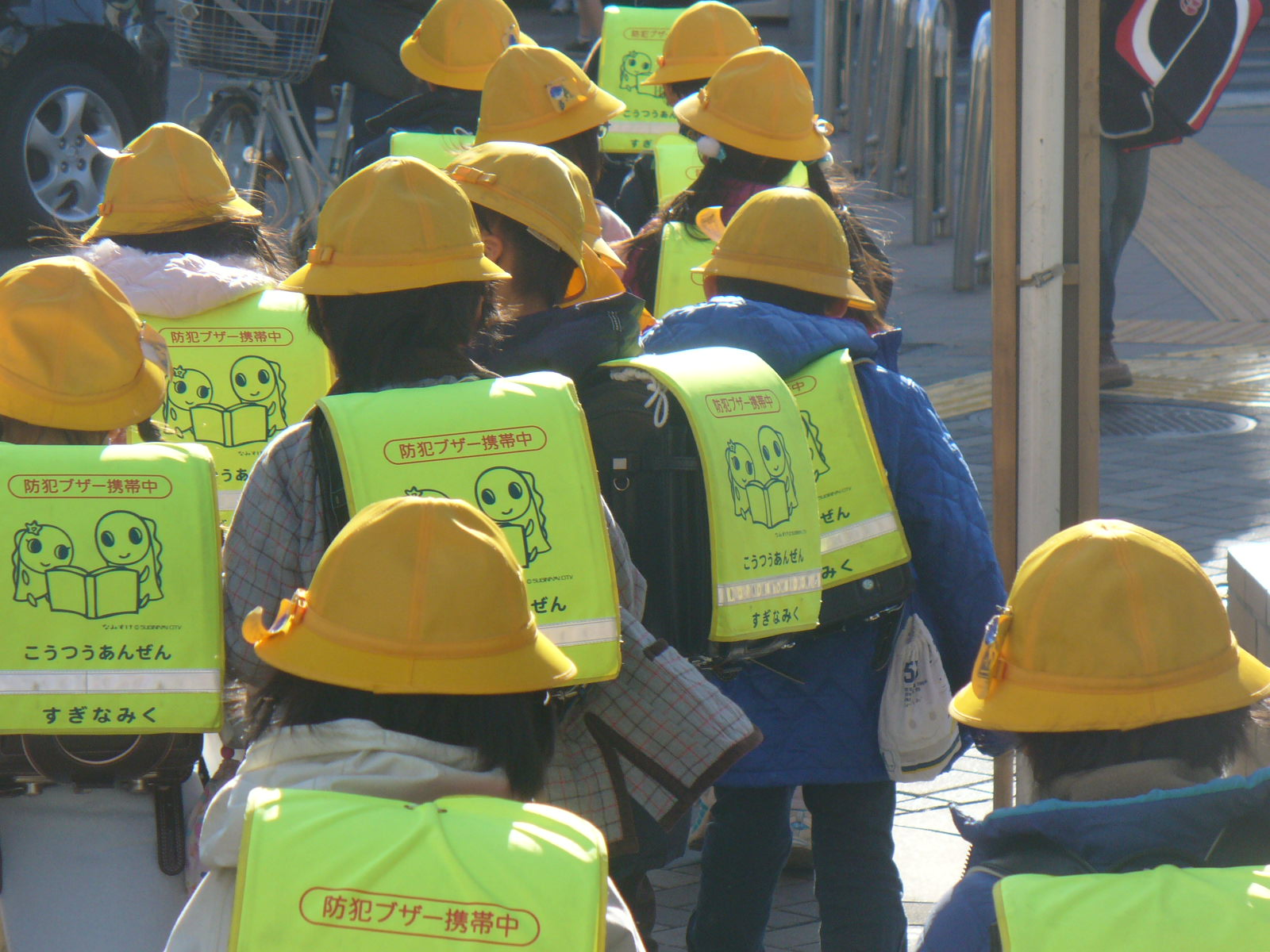
ランドセルカバー

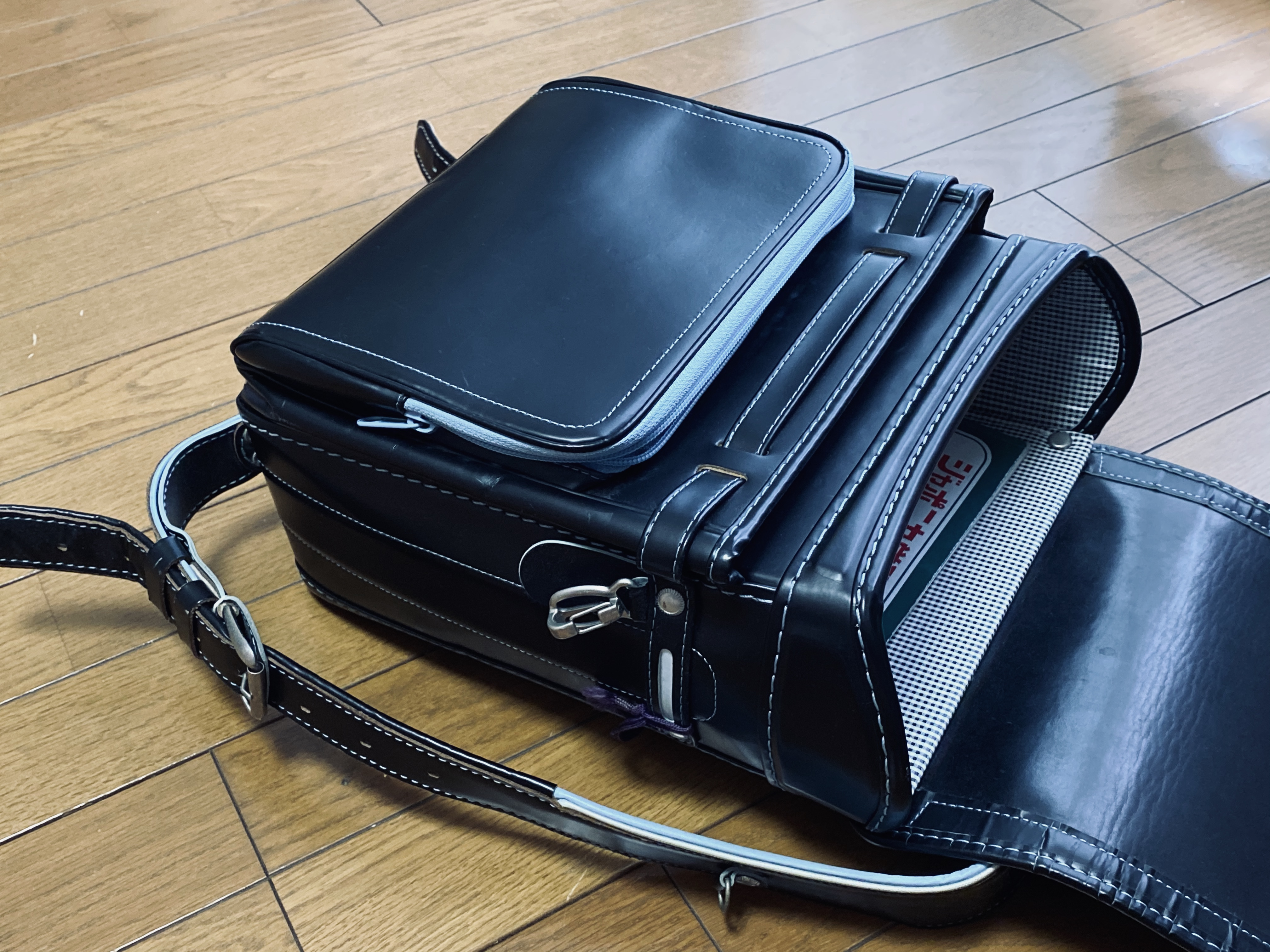
タブレット端末の収納スペースがあるランドセル

素材は近年では軽さや丈夫さ、手入れの簡単さなどの要望から、人工皮革のクラリーノ製が主流で、約7割を占めている。その他には牛革などがあり、コードバン（馬革）のような高級素材もある。
デザインについては主流である上蓋が鞄の下まで覆う従来の学習院型以外にも、上蓋が通常の半分程度の長さのものや横型のものも登場している。また、教科書のページ数増加、タブレット端末の導入により、大型のランドセルの需要が高まっているが、メーカーで対応が分かれている。タブレットの破損を防ぐため専用スペースを設けるメーカーもある。2022年時点では素材や構造の工夫によりランドセル自体は軽量化が進んでいるが、中身の重量が増加している。フットマークの調査によると小学校1～3年生が背負うランドセルは平均で3.97kgにも達しており、肩こりや腰痛といった身体への影響や、重い荷物を背負うことへの拒否感から登校時に抑うつ状態となる「ランドセル症候群」が増加している。同社の調査によると2022年時点では、教科書など入れる中身を含めた平均重量は4.28kgと更に重くなった。
かつて（概ね学校完全5日制が実施される前）は色は男子は黒色、女子は赤色が主流で、その他、ピンク、茶色、紺色、緑色、青色などカラフルな色のものや、複数の色を組み合わせた物は少なかった。これら、黒や赤以外のカラーランドセルは1960年頃には既に存在していたが、当時はほとんど売れず、売れ始めたのは2000年代に入ってからという。一般社団法人日本鞄協会ランドセル工業会の2018年から2020年の調査によると、男児では毎年70%近くが黒色であり15%程度が紺色で、黒色一色が売上の大部分を占めている。一方で、女児では赤色、桃色、紫色がそれぞれ20%前後を占めており、圧倒的な色がなく分散している。
入学前年の7月ごろから売れ始めるなど吟味のために早期化しており、このような活動は「ラン活」とも呼ばれるようになった。
ランドセル製作の大部分は手作業で行われ、1体に用いられる部品は金具も入れて100個以上となる。肩紐だけでも表材・裏材・ウレタンの型抜き、加工（糊付け・くるみ）、穴開け、ミシンがけ、かしめ、手縫いと10工程以上が必要となる。複数のメーカーがあり（後述）、前述の日本鞄協会ランドセル工業会はその各社による業界団体。
新入学生に対し交通安全協会等から交通安全を目的とした蛍光色のカバーを寄贈している地域も多く、1年生の間はランドセルにこのカバーを掛けて通学させる市町村が多く見られる。一方で、不審者に対し新1年生と知らしめることにもなるとの理由で、名札の廃止と同時にカバーを掛けさせないことを推奨する地域もある。

### 価格
日本鞄協会ランドセル工業会は2018年から平均購入価格を調査しており、2024年4月入学分では5万9138円と2018年比で約7800円増えている。少子化に伴い、子供一人あたりへの使う金額が高くなっている、「ラン活」の浸透などが影響している。
1970年代には6000円で販売されていたが、2014年には福岡県のかばん店の例で4万円程度からの販売と値上がりが続いており、これが低所得層にとって負担となっている。この需要に応える形で低価格な製品も登場している。

### 多様化

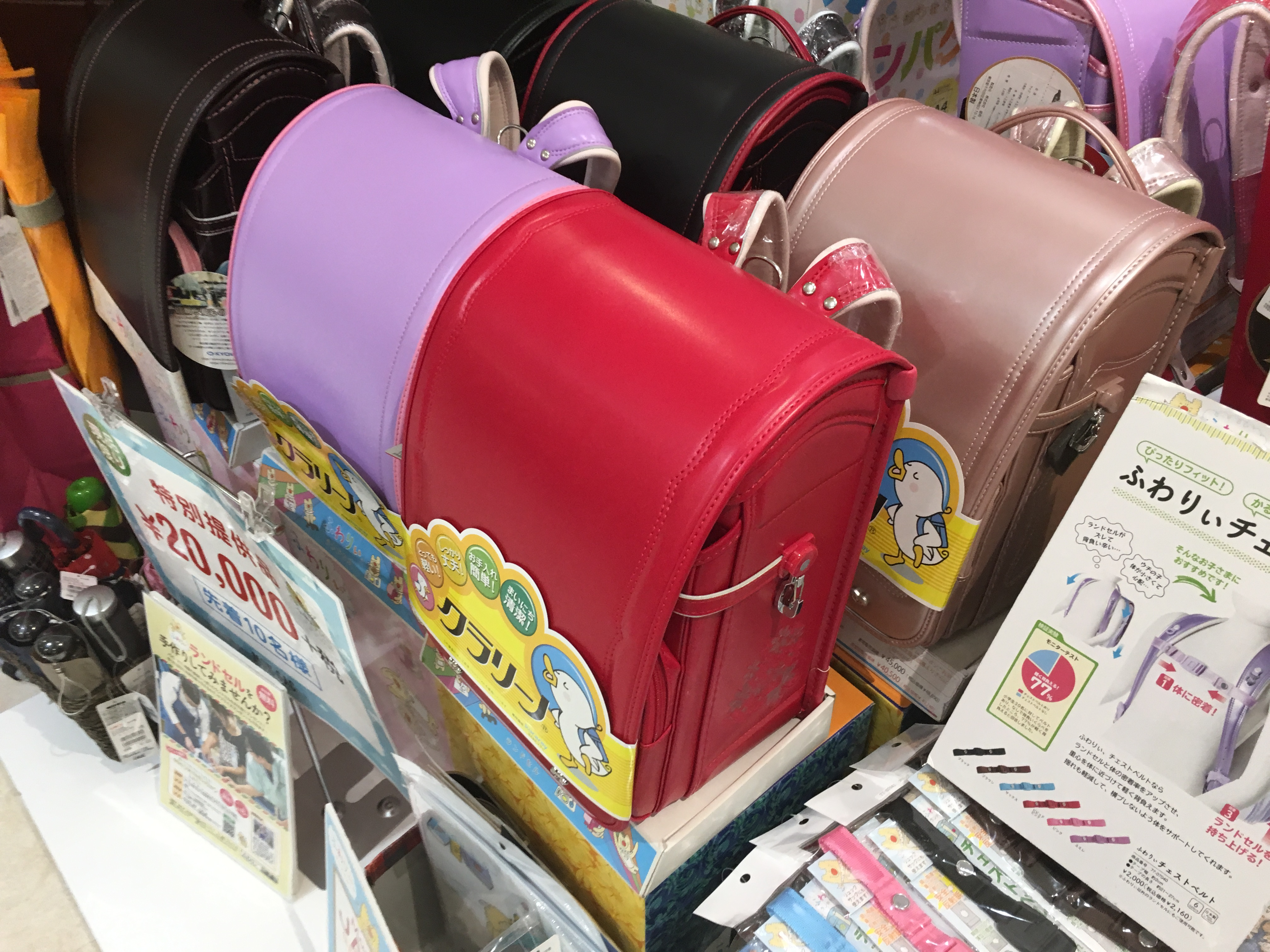
売り場に並ぶランドセル

少子化傾向のため各メーカーは多様な製品を開発している。2005年ごろから、半被せランドセルのマチ部分の厚みを薄くした「塾バッグ」と称するランドセルも販売されている。高級な革素材で丈夫で長持ちする丁寧な仕上げ、子供用と大人用の背負い紐を交換して、長く使ってもらおうとするもの、機能な人工素材を使った実用性重視のランドセルも登場している。
帆布を使ったランドセルも過去に中学校の指定鞄だったものが復刻され、大人のランドセルとして販売されているものもある。
私立・国立の小学校では指定のランドセルを使わせていることが比較的多い（男女共通の鞄に校章を箔押しもしくは型押ししたものが多い）。また、ランドセルとリュックサックの中間的な形の合成繊維製のランサックなどがある。代表的なものに、京都府などで使われている「ランリック（ランリュック）」や、北海道小樽市で使われている「ナップランド」などがある。また1970年代にいったんランドセルを廃止した自治体（兵庫県西宮市、埼玉県富士見市など）が復活させた例もある。
また、大手私鉄系の百貨店では各社のイメージカラーを用いたり、フラッグシップ車両をモチーフとしたランドセルを発売している（阪急百貨店での阪急マルーン色、近鉄百貨店での「しまかぜ」「ひのとり」、東武百貨店での「スペーシアX」をモチーフにしたものなど）。

### 軽量化やランドセル以外への切り替え
上記のように、ランドセルは子供の身体や家計に負担になっている面もある。このためメーカーは素材の変更などで軽量化を進めつつ、6年間使い続けられる耐久性も必要と理解を求めている。
指定通学かばんを、ランドセルに限定しない地方自治体や学校もある。東京都足立区の教育委員会はランドセルではない軽いかばんも可とする通知を2023年1月に出したほか、山口県防府市や岡山県備前市はリュックサックを無償配布した。リュックサック型への変更のほか、キャリーカートなどの利用という対策もある。
島根県出雲市の一部地域でも、ランドセルを廃止したり、自治体が新入生全員に配布したり、寄贈された中古品を補修して譲渡する例もある。

### ファッションとしての広がり

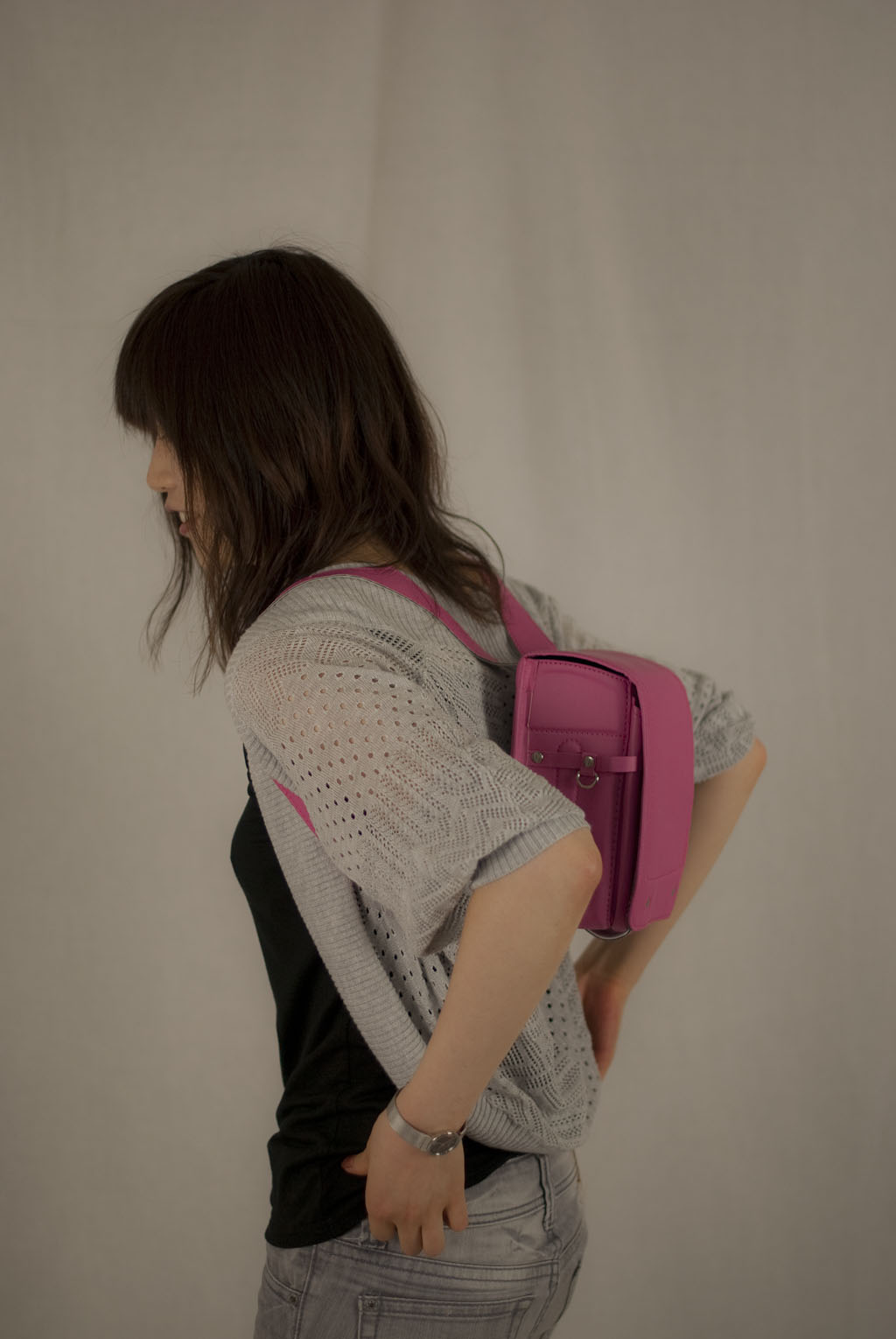
ランドセルを背負った大人の女性

1982年に戸川純は、自らのライブステージに紺色のプリーツの吊りスカートに赤いランドセルという姿で現われ一世を風靡した。その後1997年ごろに、タレントの篠原ともえが、ランドセルをファッションとして採り入れた。
インテリアとして、過去に使っていたランドセルを子どもの頃の思い出として残しておきたいとの需要から「ミニランドセル」として小型に再加工するビジネスも存在する。
2014年3月頃、アメリカ合衆国（米国）の女優ズーイー・デシャネルが赤いランドセルを背負った写真が出回り、若い人たちの間でもランドセルを身に着けることがブームとなりつつある。
近年では、上記の米国女優によるブーム拡散に加え、日本のアニメ作品などを通じてランドセルの存在を知った外国人が、日本旅行時に土産として購入し持ち帰る例が増えており、空港の免税店など、外国人向けの商店で売られていることもある。

### ランドセル製造会社
- セイバン （天使のはね、日本トップシェアメーカー）
- 協和日本ホールディングス（ふわりぃ）
- ハシモト（フィットちゃん）
- 生田
- 池田屋（ぴかちゃん）
- 一澤信三郎帆布
- 大隈カバン店（うさぎのマーク）
- カバンのフジタ（ぴょんちゃん）
- カワノバッグ
- 神田屋鞄製作所（カルちゃん）
- 三栄鞄（らんどせる屋さん）
- 土屋鞄
- 中村鞄製作所
- 村瀬鞄行
- 羅羅屋（ララちゃん）

## ランドセルに似た海外の通学かばん
欧米の学校でも似たようなものが使われている国もある。ただし、ドイツの通学かばん（Schulranzen）、オランダの同様な製品（Boekentas）など、日本のランドセルに比べて素材は質素で軽いものが多い。